# Lèma
Lèma est l'un des dix arrondissements de la commune de Dassa-Zoumè dans le département des Collines au Bénin.

## Géographie
Lèma est situé au centre du Bénin et compte 4 villages que sont Agbagoule, Kpakpa, Lèma et Zankoumadon.

## Démographie
Selon le recensement de la population de 2013 conduit par l'Institut national de la statistique et de l'analyse économique (INSAE), Lèma compte 5 605 habitants.